# Пацкевич Олександра В'ячеславівна
Олександра В'ячеславівна Пацкевич (рос. Александра Вячеславовна Пацкевич, 4 листопада 1988) — російська спортсменка, спеціалістка з синхронного плавання, олімпійська чемпіонка.

## Виступи на Олімпіадах
| Олімпіада           | Дисципліна | Місце |
| ------------------- | ---------- | ----- |
| Лондон 2012         | командні   | 1     |
| Ріо-де-Жанейро 2016 | групи      | 1     |
| Токіо 2020          | групи      | 1     |

## Зовнішні посилання
- Досьє на sport.references.com [Архівовано 18 квітня 2015 у Wayback Machine.]